# 安城市立梨の里小学校
安城市立梨の里小学校（あんじょうしりつ なしのさとしょうがっこう）は、愛知県安城市篠目町にある公立小学校。

## 概要
- 井杭山町、二本木新町、篠目町1丁目、篠目町（井原、井山、大西、肥田、古林の一部、古林畔の一部、新郷、童子、西ハゼ原、ハゼ原、細田、本郷、溝川、向、竜田）、三河安城町2丁目が校区であり、公立中学校に進学する場合は安城市立篠目中学校に進学する[1]。
- 校名はこの地域が安城梨の産地であることに因む[2]。

## 沿革
- 2005年（平成17年）4月14日 - 校舎起工式を行う。
- 2006年（平成18年）
  - 4月1日 - 安城市立作野小学校、安城市立二本木小学校から分離し、安城市立梨の里小学校として開校。
  - 4月3日 - 開校式を行う。
  - 6月12日 - プールが完成する。

## 交通アクセス
- JR東海道新幹線・東海道本線 三河安城駅下車、徒歩約8分。

## 周辺施設
- 愛知県立安城農林高等学校
- 安城市立篠目中学校
- 安城市立二本木小学校
- 安城市立今池小学校
- 安城市立作野小学校
- JR東海道新幹線・東海道本線 三河安城駅